# Micheldorf in Oberösterreich
Micheldorf este o comună (târg) cu o populație de 5.921 locuitori, în Austria Superioară, districtul „Kirchdorf an der Krems” din regiunea Traunviertel.